# Chiasmus translucidus
Chiasmus translucidus är en insektsart som beskrevs av Étienne Mulsant och Claudius Rey 1855. Chiasmus translucidus ingår i släktet Chiasmus och familjen dvärgstritar. Inga underarter finns listade i Catalogue of Life.